# Sosisme

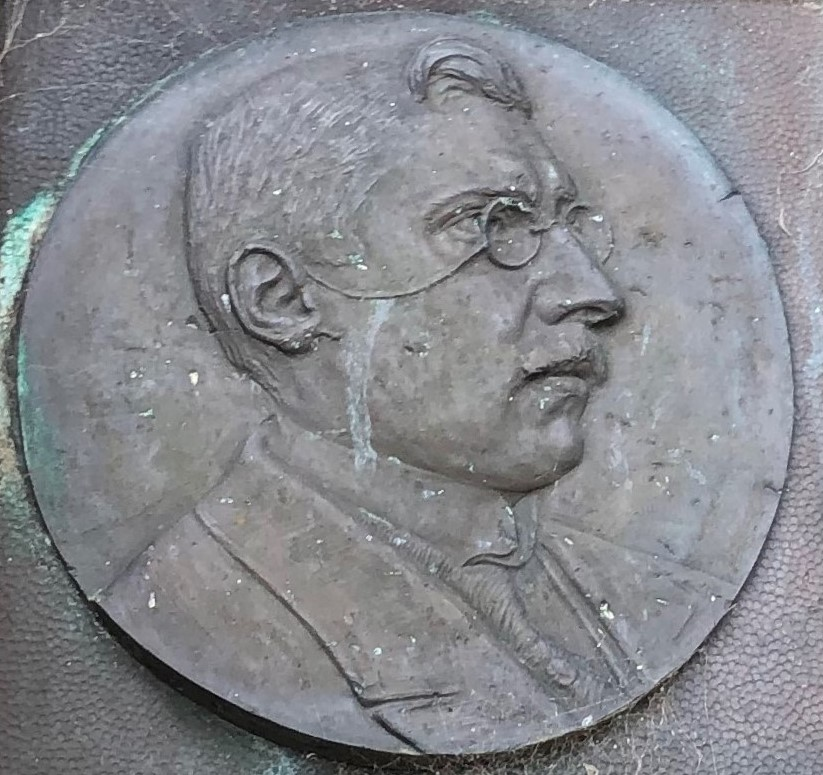
Medalló de Julio María Sosa.

El sosisme (en castellà, sosismo) fou un corrent polític del Partit Colorado de l'Uruguai. Aquest va ser el nom donat a una escissió del batllisme sorgida el 1926 i dirigida per Julio María Sosa. La seva denominació oficial va ser Partido Colorado por la Tradición.